# Ґольденберґ Абрам Маркович
Ґольденберґ Абрам Маркович; також відомий під псевдонімом Арго Абрам Маркович (нар. 2 (14) лютого 1897, Єлисаветград (нині Кропивницький), Російська імперія — 16 травня 1968, Москва, СРСР) — поет-сатирик, драматург і перекладач. Відомий як майстер веселих і дошкульних куплетів, пародій, фейлетонів.

## Біографічні відомості
Закінчив Єлисаветградську чоловічу гімназію. Відвідував класи при земському реальному училищі та аматорський драматичний гурток Сергія Марцинківського. З 1917 року мешкав у Москві. З 1919 по 1920 — очолював літературну частину театру «Гротеск» у Харкові. Згодом повернувся знову до Москви. Друкуватися почав від 1917.
Дебютував поетичною збіркою «Старая Англия», яка вийшла у світ у 1919 році.
Займався перекладацькою діяльністю.
Серед перекладів, є твори з французької Огюста Барб'є, Альфреда де Мюссе, Франсуа Війона, Теодора де Банвіля та інших. Серед виданих книг перекладів — «Антология поэзии Парижской коммуны» у 1948 році, «Подлинники и переводы» у 1957 році, «Из зарубежных поэтов» у 1958 році та «Французские поэты» у 1967 році.
Також писав тексти до оперет «Жирофле-Жирофля», «Прекрасна Єлена» та «Орфей у пеклі».

## Вибрана творчість
- Комедія-огляд «Ой не ходи, Грицю, на Змову імператриці» (1925).
- Книга сатиричних віршів «Литература и окрестности» (1933);
- Нариси у 4-х частинах «Сатирические очерки по истории русской литературы» (1939);